# سيمون روبرتس (مصور)
سيمون روبرتس (بالإنجليزية: Simon Roberts)‏ هو مصور بريطاني، ولد في 5 فبراير 1974 في لندن في المملكة المتحدة.

## وصلات خارجية
- الموقع الرسمي